# Lagunillas (khu tự quản)
Lagunillas là một khu tự quản thuộc bang Zulia, Venezuela. Thủ phủ của khu tự quản Lagunillas đóng tại Ciudad Ojeda. Khự tự quản Lagunillas có diện tích 1024 km2, dân số theo điều tra dân số ngày 21 tháng 10 năm 2001 là 169400 người.